# Kazutoshi Sakurai
Kazutoshi Sakurai (桜井和寿 Sakurai Kazutoshi?) es el vocalista y líder de la banda japonesa de rock, Mr. Children. Sakurai es uno de los personajes más reconocidos en Japón dentro de la música popular (J-Pop), Sakurai actualmente es integrante de Mr. Children y de Bank Band, en los dos grupos es el vocalista y segunda guitarra (guitarra acústica generalmente), también sabe tocar piano y la armónica.

## Biografía

### Primeros años
Sakurai nace en Tokio el año 1970. Su infancia fue muy tranquila en la casa de sus padres. Tempranamente su hermana mayor se da cuenta de que Sakurai tiene talento para la guitarra, por eso a los 12 años, la hermana de este comienza a enseñarle como tocar guitarra, más tarde a los 16 años se integra a su primera banda indie, llamada Beatnik junto a Kenichi Tahara, Keisuke Nakagawa, a esta se unen un baterista, un teclista y dos coristas. Beatnik sobrevive un año, tocando en festivales escolares y eventos al aire libre, luego de eso se disuelve. 
Más tarde, en 1987 Sakurai formaría THE WALLS junto a Tahara, Nakagawa y Hideya Suzuki, que se integra a la banda después de un casting fallido para ser baterista de apoyo de Yui Asaka. Comienzan a rotar en locales y bars durante 1987 y 1988, THE WALLS tiene una directa influencia de bandas de rock ácido y punk como Echoes y JUN SKY WALKER (S).
En aquellos años, Sakurai estuvo muy influenciado por Echoes, especialmente por las ideas políticas de su vocalista Tsugi Jinsei, de esa manera que las canciones de THE WALLS siguieron la misma línea de Echoes, es decir fueron muy ácidas y con alto contenido político. Sin embargo el 1 de enero de 1989, Sakurai y la banda dentro de una cafetería deciden cambiarse nuevamente de nombre por el de Mr.Children, siendo su nombre definitivo como banda.

### Mr.Children
Artículo Completo: Mr.Children

#### Primeros años: 1989-1994
En 1989, Mr.Children comienza a lanzar demos con una calidad de grabación más trabajada y comienzan a rotar estos nuevos temas entre 1989 y 1990 en clubes de música y locales como el renombrado Shibuya La MaMa y el Shinjuku LOFT, comienzan a telonear a artistas profesionales como a JUN SKY WALKER (S). En ese año Sakurai participa en el evento junto a Yohito Teraoka, exbajista de la banda JUN SKY WALKER (S) y otros invitados, este evento sería el precedente para los futuros GOLDEN CIRCLE LIVE que más tarde realizaría Teraoka
Después de que Koichi Inaba los reclutara para la disquera TOY'S FACTORY, les designa a Takeshi Kobayashi como su productor exclusivo, desde ese momento Sakurai y Kobayashi comienzan a gestar una estrecha colaboración y amistad.
Después de su debut como banda profesional, Mr.Children realiza la gira UFO ~Revolution with Orchestra~ en la cual la banda contó con músicos de apoyo como Teraoka y Kobayashi
Sakurai en 1993 se casa y en 1994 tiene a su primogénita llamada Yuka.

#### 1994-1997
Entre 1995 y 1996 Sakurai trabajo como DJ en la FM 801 de Japón en el programa MUSIC GUMBO. En este programa comentaba discos y recibía llamados de fanes, en este programa se realizó un especial en el cual junto al artista KAN canto canciones de bandas antiguas como JUN SKY WALKER (S) entre otras. Tuvo que dejar ese espacio ya que tuvr que viajar Estados Unidos para grabar su siguiente álbum grabar su nuevo álbum.
En 1997, Mr.Children anuncia su receso de un año, en el cual los miembros de la banda se dedican a actividades varias. Sakurai se compra una computadora en su casa y comienza a componer música en casetes demos, acerca de su receso Sakurai señala: Los roqueros también necesitamos nuestras vacaciones pagadas.
Luego en ese mismo año, la prensa descubre que Sakurai mantenía una relación extramarital con la modelo Mika Yoshino. En mayo de 1997 se divorcia de su primera esposa y más tarde en junio de ese mismo año comienza una relación formal con Mika.

#### 1998-2002
En octubre del 2000, Sakurai contrae matrimonio en segundas nupcias con Mika Yoshino.
En el 2001 Sakurai, junto a Kenichi Tahara y Takeshi Kobayashi forman ACID-TEST, una banda tributo a John Lennon, y participan en el JOHN LENNON SUPER LIVE realizado por MUSIC DELI en noviembre de ese año, muchos consideran que esta banda fue el primer acercamiento que tuvo Sakurai a su idea de formar Bank Band
En el año 2002, al cumplirse el décimo aniversario del debut como artistas profesionales, nace su segundo hijo llamado.
En julio de ese año, mientras Sakurai practicaba para el It's a Wonderful World Tour, Sakurai cae desvanecido en el escenario del Yokohama Dome Stadium, debido a un aneurisma cerebral. La banda detiene sus actividades en espera de la recuperación de este, en agosto de ese año, Sakurai se recupera completamente de su afección cerebral y retoma sus actividades. Sakurai reconoce que la enfermedad que le afectó hizo que recapacitara mucho acerca de la vida que estaba llevando hasta ese momento.
Sin embargo las actividades de la banda solo se retomarían públicamente en noviembre con la salida del sencillo HERO y en diciembre de ese mismo año, la banda hace un único concierto llamado wONEderful world on DEC 21.

#### 2003-2007
En el 2003 Sakurai, Kobayashi y Ryuichi Sakamoto (el compositor y líder de la Electric Light Orchesta) forman ap bank y en ese mismo año Sakurai y Kobayashi comenzarían a juntar músicos para Bank Band.
Bank Band lanza un box de lujo ese mismo año y más tarde, en el 2004, lanza al mercado el álbum Soushi Sousai que contiene covers a variados artistas, este álbum también incluye dos covers a Mr.Children (de los temas HERO y Yasashii Uta)

## Proyectos como Solista
Sakurai tiene dos bandas como solista que son ACID-TEST, y Bank Band.

## Trivia
- Sakurai en la intimidad es llamado エロオヤジ (Ero Father).
- Sakurai está muy influenciado musicalmente por el artista Shogo Hamada.
- Su forma de vestirse y su apariencia es comparada con las que tienen el músico Masaharu Fukuyama y el político Junichiro Koizumi. De hecho fue Kuwata Keisuke quien comento de que tenía una expresión facial parecida a la Koizumi.

- Datos: Q1370870